# Harhar

Mapa Asyrii i krain leżących na wschód i północ od niej (1 połowa I tys. p.n.e.). Na mapie zaznaczone zostało położenie miasta Harhar (Xapxap) – na północ od krainy Ellipi (Эллипи)

Harhar (Ḫarḫar), asyryjskie Kar-Szarrukin (Kār-Šarrukīn) – w 1 połowie I tys. p.n.e. miasto i kraina w górach Zagros. Kraina lokalizowana jest zazwyczaj na obszarze irańskiego ostanu Kermanszah, natomiast miasto leżało być może w miejscu współczesnego irańskiego miasta Malajer.
Miasto wzmiankowane jest po raz pierwszy w źródłach z czasów panowania asyryjskiego króla Salmanasara III (858–824 p.n.e.). Zgodnie z nimi władca ten, w trakcie swej wyprawy wojennej w 835 r. p.n.e. przeciw krainie Namri i innym krainom w rejonie gór Zagros, miał zdobyć i splądrować Harhar oraz ustawić w nim swą stelę. W okresie późniejszym Harhar co najmniej raz musiało zbuntować się przeciw asyryjskiemu zwierzchnictwu, gdyż Adad-nirari III (810–783 p.n.e.) wymienia je wśród swych zdobyczy. 
Późniejsze informacje o Harhar pochodzą z początków panowania asyryjskiego króla Sargona II (721–705 p.n.e.), kiedy to ludność tej krainy miała wygnać swego wiernego Asyrii władcę i sprzymierzyć się z królestwem Ellipi, graniczącym z Harhar od południowego wschodu. Na odpowiedź Sargona II nie trzeba było długo czekać. W trakcie swej szóstej wyprawy wojennej poprowadzonej w 716 r. p.n.e. przeciw Mannejczykom i krainie Nairi, władca ten dotarł również pod Harhar, które obległ i zdobył. Kibaba, król miasta, został usunięty i zastąpiony asyryjskim gubernatorem wybranym przez Sargona II. Harhar, noszące już nową nazwę Kar-Szarrukin (akad. Kār-Šarrukīn, tłum. „przystań/nabrzeże Sargona”), stało się stolicą nowej asyryjskiej prowincji, zwanej czasem prowincją Harhar, a czasem prowincją Kar-Szarrukin. Terytorium prowincji powiększone zostało o sześć podbitych przez Sargona II regionów graniczących z królestwem Ellipi. Samo Kar-Szarrukin szybko stało się jednym z najważniejszych asyryjskich centrów administracyjnych w rejonie gór Zagros (świadczy o tym treść zachowanych listów wysłanych przez asyryjskich dostojników w Kar-Szarrukin do Sargona II). Sennacheryb (704–681 p.n.e.), syn i następca Sargona II, umocnił pozycję Asyrii w regionie podbijając królestwo Ellipi i anektując część jego terytorium. Ziemie te, ze stolicą w Elenzasz (nazwę tego miasta zmieniono na Kar-Sennacheryb), Sennacheryb powierzył w zarządzanie gubernatorowi prowincji Harhar.